# Thomas Felix Rosenbaum
Pour les articles homonymes, voir Rosenbaum.
Thomas Felix Rosenbaum (né le 20 février 1955) est un physicien et administrateur américain. Président du California Institute of Technology (Caltech), il a auparavant servi comme prévôt à l'université de Chicago. Il est membre du conseil d'administration du Bulletin of the Atomic Scientists, du comité scientifique de l'Institut de Santa Fe, de la Société américaine de physique, de l'Association américaine pour l'avancement des sciences et de l'Académie américaine des arts et des sciences.

## Biographie
Rosenbaum complète un baccalauréat universitaire en physique à l'université Harvard en 1977, puis un Ph.D. dans la même discipline à l'université de Princeton en 1982. Il effectue des recherches aux Laboratoires Bell et au Thomas J. Watson Research Center d'IBM avant de rejoindre l'université de Chicago en 1983. Il est prévôt à partir de janvier 2007.
En plus de ses tâches universitaires, Rosembaum siège sur le conseil d'administration du Laboratoire national d'Argonne, dont il sera le vice-président de 2002 à 2006.
Il dirige le University's Materials Research Laboratory de 1991 à 1994, le James Franck Institute (en) de 1995 à 2001.
Annoncé comme le neuvième président de Caltech le 23 octobre 2013, Thomas Rosenbaum entre en fonction environ un an plus tard.

## Recherches
Ses recherches se concentrent sur le comportement de la matière au niveau quantique à des températures se rapprochant du zéro absolu. Sa compréhension et ses travaux sur la transition de phase quantique — des métaux-isolants (en) au magnétisme jusqu'à la supraconductivité,,,,, — sont reconnus pour avoir posé de solides bases dans le domaine.
Il s'intéresse également aux manifestations macroscopiques de la mécanique quantique,.